# Moulin Gosselin
 (août 2014).

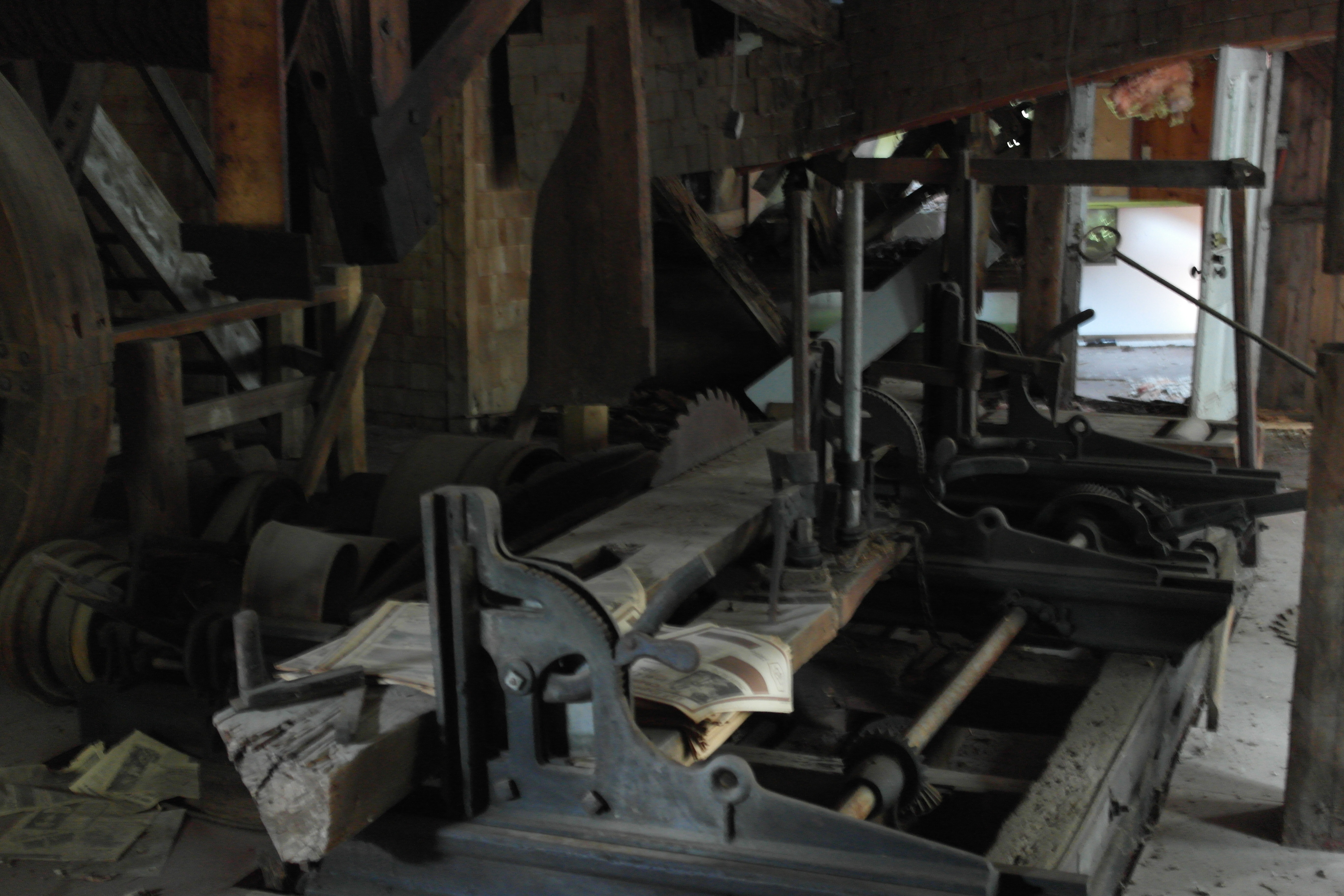
La scierie à l'intérieur du moulin Gosselin. Vers 1850, le moulin était muni de deux scies à chasse, l'une contenant sept scies et l'autre quatre. Ces chasses ont été remplacées par les Gosselin par la machinerie qui est encore en place aujourd'hui.

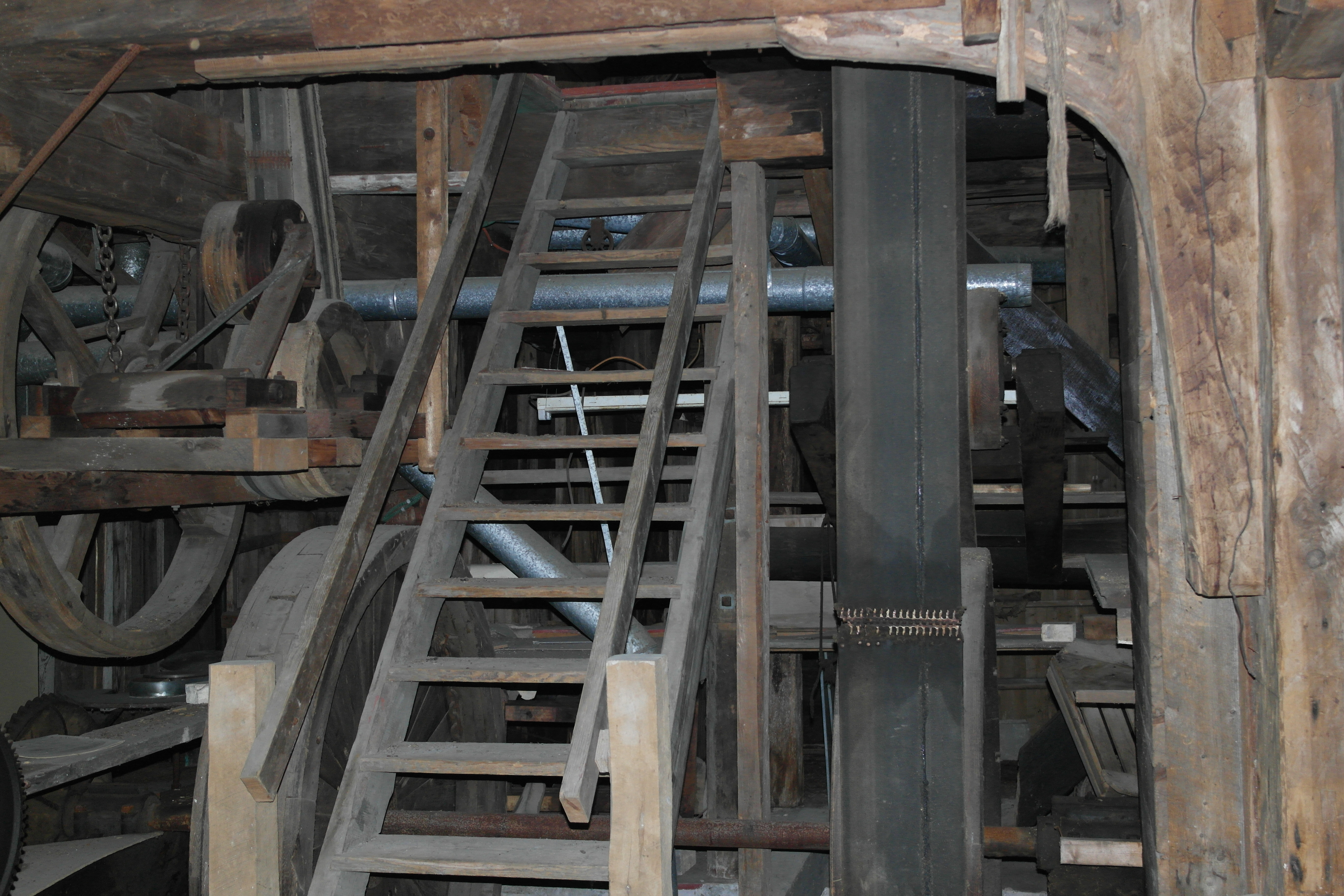
Mécanismes et escalier au premier étage de moulin Gosselin de St-Étienne-de-Lauzon

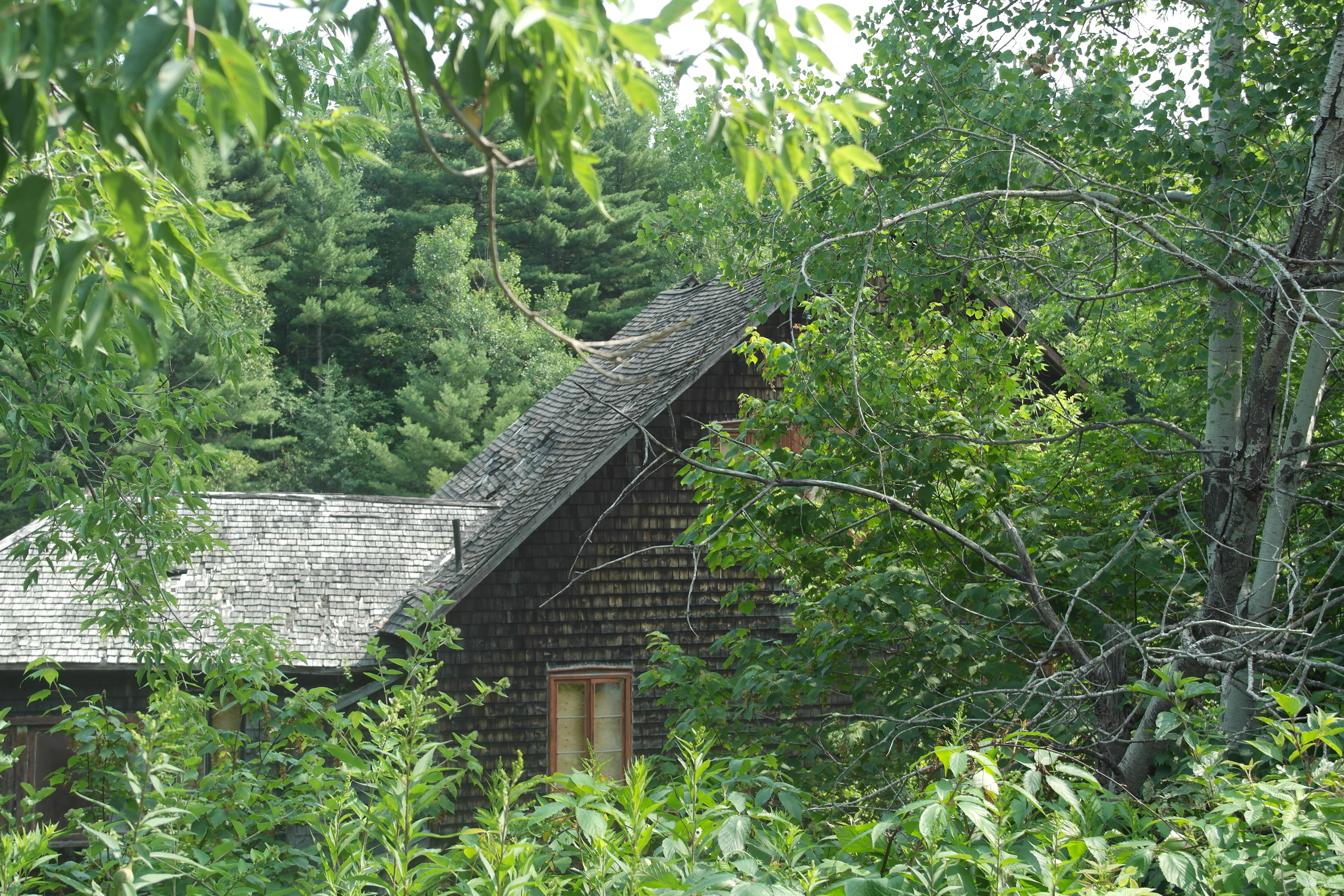
Le moulin Gosselin vu du chemin d'accès. Autrefois, une passerelle menait à une porte dans le pignon. La rivière Beaurivage passe derrière le moulin.

Le moulin Gosselin est un moulin à eau construit en 1835 à Lévis au Québec. On le trouve à l’entrée du côté Est de l'ancienne municipalité, en bordure de la rivière Beaurivage, qui se jette dans la rivière Chaudière un peu en aval des chutes de la Chaudière. Il est aussi connu sous le nom de moulin des arts, à l'époque (1971-1997) où il abritait un centre d'arts fondé par le peintre Albert Rousseau, à qui l'on doit une première restauration du moulin à partir de 1971. 
C'est un moulin à scie actionné à l’aide d’une roue à eau (1835-1850), d'une turbine (1850-c.1930) et d'un moteur diésel (c.1930-c.1962). Il a aussi servi à moudre de la farine (1858-1880)et à fabriquer du bardeau de cèdre.
Le site comprend le moulin (1835), la maison (c.1870,modifié c.1910), la forge et la grange.
C'est le dernier moulin encore debout sur le territoire de la ville de Lévis.

## Identification
- Nom du bâtiment : Moulin Gosselin
- Autres noms du bâtiment : Moulin des arts Albert Rousseau
- Adresse civique : 214, route des rivières
- Municipalité : Lévis
- Propriété : Privée

## Construction
- Date de construction : 1835
- Nom du constructeur : Benjamin Dubois et Flavien Loignon, cultivateurs de St-Nicolas
- Nom du propriétaire initial : Benjamin Dubois et Flavien Loignon, cultivateurs de St-Nicolas

## Chronologie
- Évolution du bâtiment :
  - 1831 : Benjamin Dubois obtient une concession en bordure de la rivière Beaurivage par le seigneur John Caldwell
  - 1835 : Construction du moulin à scie (terminé en mai)
  - 1850 : Remplacement de la roue à aubes par une turbine
  - entre 1858 et 1880 : Installation d'un mécanisme pour moudre le grain
  - vers 1930 : installation d'un moteur diésel pour assurer le fonctionnement à l'année longue
  - vers 1960 : Fin des opérations comme moulin à scie
  - 1970 : Restauration du moulin et transformation en centre d'arts, naissance de "Moulin des Arts"
  - 1997 : Fermeture et abandon du moulin
- Occupants ou propriétaires :
  - 1831-1837 : Benjamin Dubois
  - 1837-? : Louis Routhier
  - 1850-? : Louis Huart
  -  ?-1872 : Edwin Jackson, marchand de bois de Sillery
  - 1872-1971 : Joseph Gosselin et ses descendants
  - 1971-1982 : Albert Rousseau
  - 1982-1997 ? : Marcel Rousseau
  - 1997-2020 -aujourd'hui : Les entreprises lévisiennes inc.
  - [1].
  - [2].

## Architecture
- Dimensions : ?
- Fondation de béton (étage au niveau du lit de la rivière Beaurivage) emplacement de la turbine.
- Premier étage comprenant les mécanismes de transmission pour la machinerie du 2e étage. emplacement de la machine à faire des bardeaux de cèdre. Accès au 2e étage par un escalier de meunier.
- Deuxième étage comprenant la machinerie pour le débitage du bois (comprenant la scierie elle-même,une déligneuse,une scie à ruban en bois (détruite printemps 2015), un treuil pour apporter les billes dans le moulin. Un large pont donnait accès à cet étage (effondré en 2013-14). Accès au grenier par un escalier de meunier.
- Grenier accessible du temps des Rousseau via un pont (maintenant disparu)qui aboutissait à une porte dans le pignon. Le plancher étant partiellement effondré, cet étage est maintenant inaccessible (printemps 2015).
- Charpente de bois recouverte de planches verticales sur les murs (recouvert de bardeaux de cèdre par M. Rousseau vers 1971). Pièces principales en pin de très fortes dimensions (plus de 12" x 12") assemblées à tenon mortaise. Fermes de toit comprenant arbalétriers, entrait et poinçon, recouvert de planches horizontales et de bardeau de cèdre.

## Protection patrimoniale
- Aucune. La demande de classement déposée à l'automne 2014 a été refusée par le MCCQ. La ville de Lévis a refusé toutes les demandes d'aide d'urgence pour sauver le moulin (Janvier 2015).

## Mise en valeur
- Constat de mise en valeur : Non accessible au public.
- Site d'origine : Oui
- Constat sommaire d'intégrité : État critique. La toiture est effondrée (été 2019). La charpente est gravement atteinte par la pourriture et la machinerie a été vandalisée. La scie à ruban a été complètement détruite (printemps 2015). La maison, les fenêtres et les différentes pièces du bâtiments ont également été vandalisées à plusieurs reprises. Les propriétaires, désireux d'y effectuer des travaux de restauration, ont donc été contraints d'abandonner tout travaux.
- Responsable : Les propriétaires
- Un comité a été formé (2014) pour acquérir les lieux, restaurer le moulin et l'ouvrir au public. Le comité est inactif depuis le printemps 2015, à la suite de plusieurs revers : l'inaction de la ville de Levis, l'absence d'appui de la population locale, le vandalisme répété, l'absence de collaboration du propriétaire et l'aggravation substantielle de l'état de dégradation du moulin constatée en mai 2015.

## Sources
1. ↑  Francine Adam, p. 151
2. ↑  Le Régional 28 mai 1985, p. 25

## Note
Le plan de cet article a été tiré du Grand répertoire du patrimoine bâti de Montréal et de l'Inventaire des lieux de mémoire de la Nouvelle-France.